# Unigenes humifusa
Unigenes humifusa là loài thực vật có hoa trong họ Hoa chuông. Loài này được (A.DC.) E.Wimm. miêu tả khoa học đầu tiên năm 1948.